# Syrphophagus philotis
Syrphophagus philotis är en stekelart som först beskrevs av Walker 1848.  Syrphophagus philotis ingår i släktet Syrphophagus och familjen sköldlussteklar. Inga underarter finns listade i Catalogue of Life.